# 入間川町
入間川町（いるまがわまち）は埼玉県の南西部、入間郡に属していた町。

## 地理
- 河川：入間川

## 歴史
- 1889年（明治22年）4月1日 町村制施行により、以前の入間川村を継承し入間郡入間川村が成立する。
- 1891年（明治24年）8月14日 入間川村が町制施行し入間川町となる。
- 1954年（昭和29年）7月1日 入間村、堀兼村、奥富村、柏原村、水富村と合併し狭山市を新設する。

## 交通

### 鉄道
- 西武鉄道
  - 新宿線：入間川駅